# 蒲生郷治
蒲生 郷治（がもう さとはる、? - 寛永4年（1627年））は、戦国時代から江戸時代初めの武将。初名は上坂源之丞。通称は五郎兵衛尉。蒲生郷可（上坂左文）の弟。
伊勢時代の蒲生氏郷に兄と共に仕え、小田原征伐では敵の夜襲を退けるなどの戦功を上げた。
九戸政実の乱では鉄砲隊を率い、戦後に7千石を与えられている。
蒲生秀行の時代に宇都宮に移封されると兄と共にこれに従ったが、慶長3年（1598年）、河崎城主となっていた兄の郷可が急死する。郷可には跡継ぎがいなかったために、急遽弟である上坂源之丞が後継者とされて、蒲生五郎兵衛尉郷治と改名した。
関ヶ原の戦い後に秀行は会津に再封されると、長沼城に移されて1万石を与えられている。
慶長14年（1609年）、岡重政と蒲生郷成の対立をきっかけに郷成派の家臣が大量に出奔する。このため、秀行の次男である鶴松（後の蒲生忠知）が郷成がいた三春城に入ることになった。しかし、鶴松はまだ数えの6歳であったため、守役を兼ねる形で郷治が三春城の城将となった。この際、郷成が得ていた4万5千石が3つに分割され、鶴松の蔵入地と郷治の所領、他の鶴松付きの家臣50名の所領に宛がわれたという。ところが、慶長18年（1613年）に徳川家康の不興を買った岡重政が処刑され、慶長19年（1614年）には江戸幕府の意向によって蒲生郷成の旧領復帰が命じられ、それに伴い忠知と郷成は津川城に移されることになった（ただし、郷成は会津へ帰国途中で病死したため、三春領は遺児である蒲生郷喜兄弟に分割される）。しかし、元和2年（1616年）になって蒲生郷喜兄弟が再び出奔したため、忠知と郷治は三春城に戻された。
寛永3年（1626年）、蒲生忠知は兄の蒲生忠郷から独立して出羽国上山藩4万石に封じられることになった。しかし、守役の郷治はあくまでも忠郷の家臣であるため上山について行くことができなかった。このため、代わりに自分と共に忠知を見守ってきた自分の家臣団を忠郷に差し出したという（『氏郷記』）。
ところが、寛永4年（1627年）になって蒲生忠郷が急死する。忠郷には男子がいないため、江戸幕府は同年2月に弟の忠知に家督を継がせる代わりに、伊予松山藩の加藤嘉明と所領を交換することになった。このため、忠知は急遽、上山・会津の家臣を率いて伊予国に移る準備を始めるが、信任の厚い郷治を先遣として松山へ派遣して加藤家との引き継ぎを行わせることになった。しかし、加藤嘉明から松山城を受け取った直後に病に倒れ、同年6月の忠知の松山入りを見ることなく病死したという。郷治には子供が無かったために家名は断絶した。